# Batalla de Tel Faher

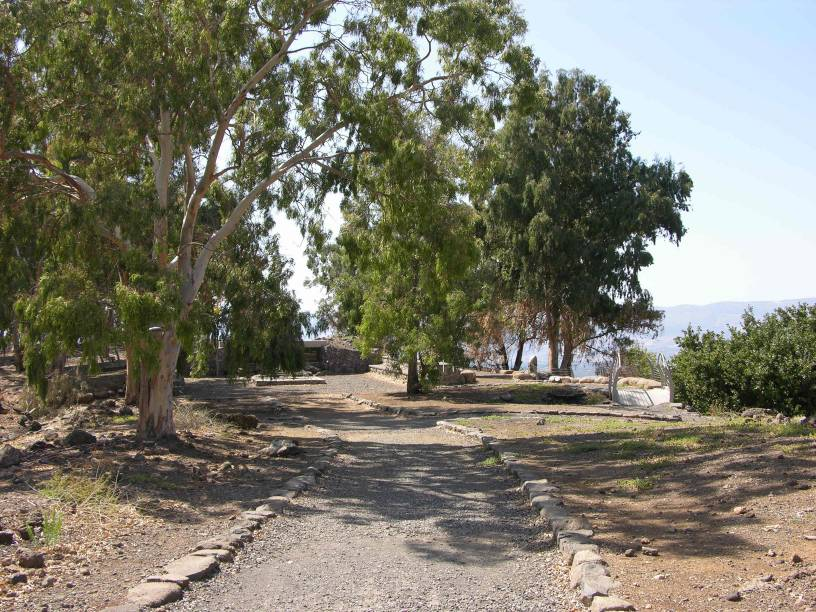
Parque Tel Faher

La Batalla de Tel Faher fue el escenario de un intenso combate que tuvo lugar en la tarde del 9 de junio de 1967, entre las Fuerzas de Defensa de Israel y los sirios durante la Guerra de los Seis Días que terminó con la conquista del puesto de avanzada por parte de la Brigada Golani. Tel Faher fue un antiguo puesto de avanzada sirio en los Altos del Golán que actualmente es un parque que conmemora a los que murieron en la batalla.

## Trasfondo de la batalla

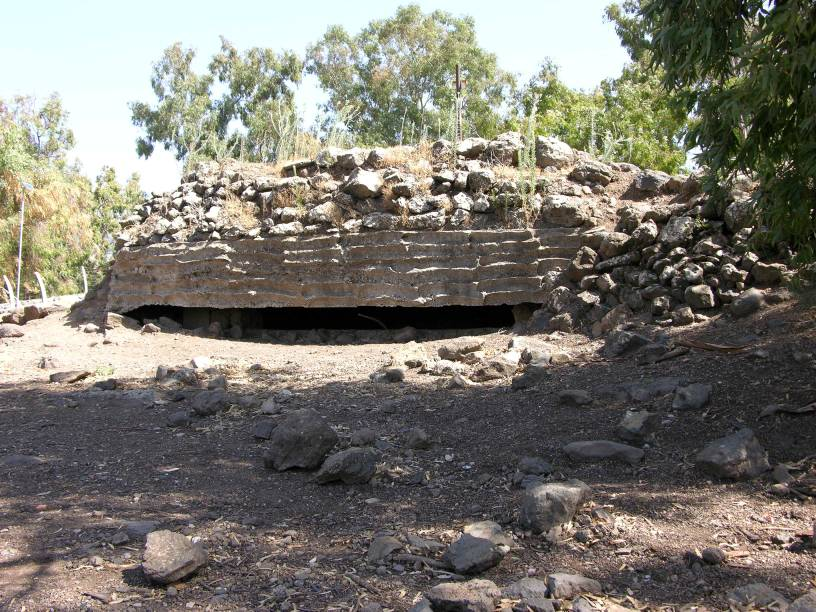
Vista exterior del Búnker.

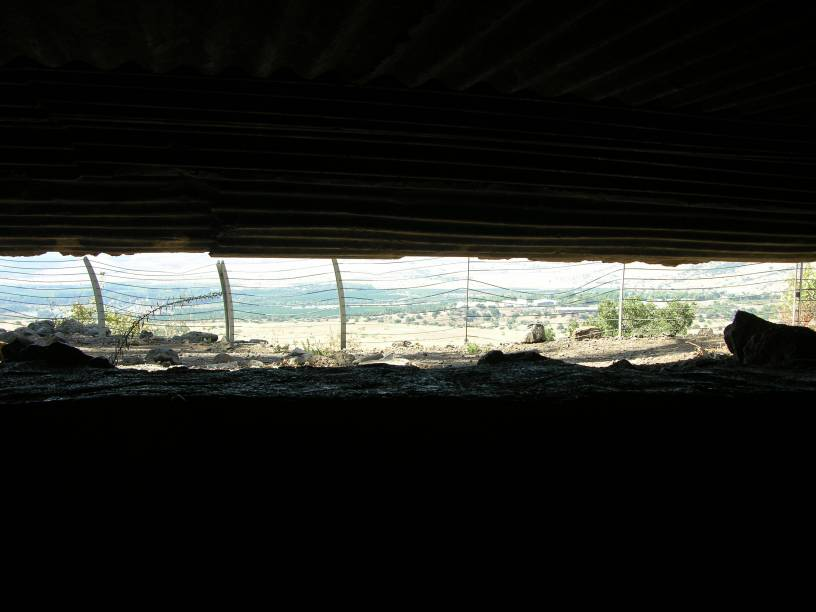
Espléndidas vistas a los campos de los kibbutzim desde el Búnker.

El frente Israel-Siria permaneció relativamente tranquilo durante los primeros cuatro días de la Guerra de los Seis Días, ya que la fuerza aérea de Siria había sido destruida el primer día. La respuesta de Siria fue el bombardeo de los asentamientos israelíes de la Alta Galilea desde los Altos del Golán, como lo habían hecho durante años. Dos batallones de artillería sirios con cañones soviéticos M46 de 130 mm y dos compañías con morteros pesados y tanques alemanes Panzer IV de la Segunda Guerra Mundial atrincherados se colocaron a lo largo del escarpe del Golán.
Israel sufrió la pérdida de 2 civiles y otros 16 heridos. El ejército sirio también atacó 205 casas, 2 cobertizos de tractores, 6 graneros, 30 tractores, 15 automóviles y 9 gallineros en los primeros cuatro días.

### Martes, 6 de junio de 1967 (día 2)
El 6 de junio, Siria lanzó tres ataques contra posiciones israelíes: en Tel Dan, Kibutz Dan y el pueblo de She'ar Yashuv dos kilómetros dentro del territorio israelí. Los ataques probablemente nunca tuvieron el propósito de capturar terreno y fueron fácilmente repelidos. Sin embargo, un oficial de observación de la artillería siria informó que "el enemigo parece haber sufrido grandes pérdidas y se está retirando".
A pesar de las pocas bajas, los kibutzniks (miembros del kibutz ) se habían visto obligados a vivir casi permanentemente en refugios subterráneos. La presión sobre el gobierno israelí crecía día a día. El diario Haaretz escribió: "Ha llegado el momento de ajustar cuentas con quienes lo empezaron todo. Es hora de terminar el trabajo". Mientras que el primer ministro Levi Eshkol, él mismo un kibbutznik de Degania Bet, simpatizaba mucho con los reclamos, el ministro de Defensa Moshe Dayan se mostró reacio a abrir múltiples frentes al mismo tiempo y estaba preocupado por la posible intervención rusa a favor de los sirios. Haim Ber, el portavoz de los asentamientos del norte, llamó a Eshkol y gritó desesperado: "¡Nos bombardean sin parar! ¡Exigimos que el gobierno nos libere de esta pesadilla!”.

### Jueves 8 de junio de 1967 (día 4)
El 8 de junio, la Fuerza Aérea Israelí (IAF) bombardeó las posiciones sirias en los Altos del Golán durante todo el día en un intento de silenciar las armas sirias y presionar al gobierno sirio para que reconsidere su posición, ya que Egipto y Jordania habían acordado un cese el fuego.
Parecía que la guerra había terminado después de cuatro días.
A las 19.10 horas del jueves por la noche, Eshkol intentó una vez más superar las objeciones de Dayan.

### Viernes 9 de junio de 1967 (día 5)

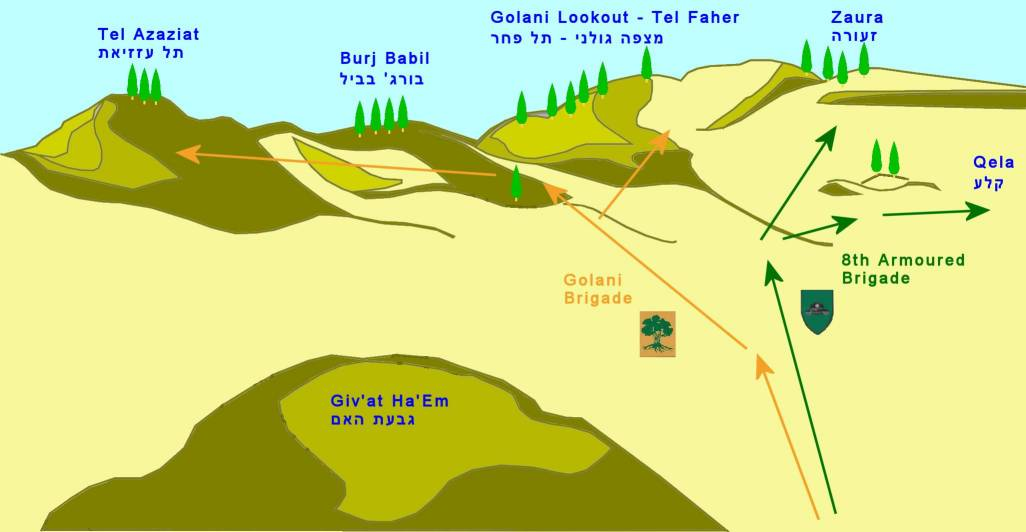
Vista aérea de Tel Azaziat, Burj Babil, Tel Faher, Zaura

A las 6.00 h del viernes 9 de junio, el Brigadier General Dado Elazar del Comando Norte fue despertado por una llamada telefónica de Dayan: "¿Puedes atacar? Entonces ataca". Dayan había cambiado de opinión. Le dijo a su jefe de gabinete: "Si los sirios se sientan en silencio, no aprobaré ninguna acción contra ellos, pero si a pesar de toda nuestra moderación continúan bombardeando, recomendaré al Gabinete que tomemos todos los Altos". La Operación Martillo había sido planeada como un ataque nocturno. Era bastante peligroso incluso en la oscuridad, pero un asalto a los Altos del Golán durante el día habría sido un suicidio. La ofensiva fue planeada para las 11:30 horas para dar a la Fuerza Aérea de Israel suficiente tiempo para continuar su bombardeo y para dar tiempo a los ingenieros de combate israelíes para crear un camino a través de los campos minados por los enemigos. Afortunadamente, las lluvias de invierno habían expuesto muchas de las minas y los sirios no las habían reemplazado. La FAI estaba lanzando unas 400 toneladas de artillería en los Altos desde el Monte Hermon en el norte hasta Tawfiq (cerca de Hamat Gader) en el sur, incluidos algunos cohetes capturados a los egipcios.
Contrariamente a las expectativas sirias, las FDI no planeaban lanzar el ataque inicial a través de la carretera de la Casa de la Aduana (frente a Gadot), sino donde el enemigo menos lo esperaba, con un gran movimiento de pinza: en el norte desde el Etzba HaGalil, y en el lado opuesto desde el Kineret. 
La 8.ª Brigada blindada del coronel Albert Mandler se trasladó del teatro del Sinaí a Kfar Szold en la parte norte del Etzba HaGalil. Tenía solo 33 tanques Sherman M50 y M51 reparados. En cuestión de minutos, las armas sirias abrieron fuego, no contra las tropas que avanzaban, sino contra los asentamientos israelíes. De las ocho excavadoras blindadas, cinco nunca llegaron a la cima. Los sirios comenzaron a enfrentarlas con fuego pesado.

### Primer avance

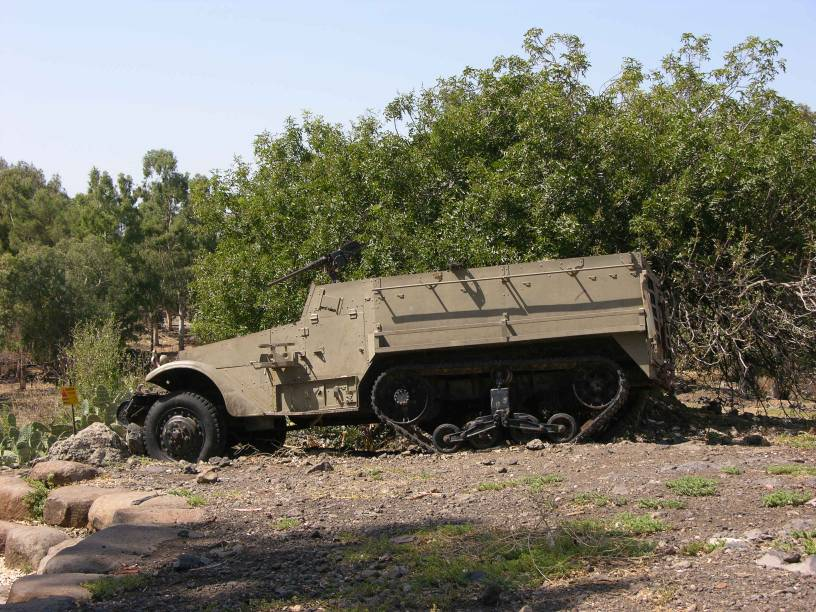
Un semioruga M3 de las FDI en Tel Faher.

Se logró un gran avance entre Givat HaEm y Tel Azaziat. Pronto, los tanques invadieron la posición siria abandonada en Gur el Askar, poco después del punto de resistencia en Na'amush, mientras los sirios huían del puesto.
Tres horas después de que la 8.ª Brigada Blindada comenzara la ofensiva, la 1.ª Brigada de Infantería Golani cruzó la frontera en el mismo lugar para lanzar el asalto a los atrincheramientos de Tel Faher y Tel Azaziat .
El ataque a Tel Faher fue difícil, mientras que la captura de Tel Azaziat fue relativamente menos complicada. El fuerte en forma de herradura estaba dos kilómetros dentro de los Altos del Golán, protegido con múltiples cañones, extensos campos minados y tres cinturones de vallas inclinadas de dos lados y alambre de púas enrollado. A pesar de los bombardeos de artillería, la posición permaneció relativamente intacta.
El oficial al frente encontró intransitable el ascenso planeado a la parte trasera de Tel Faher y el comandante del batallón decidió continuar hacia el norte. Se acercaron a la posición donde era más fuerte en lugar de hacerlo desde atrás. Desde unos pocos cientos de metros fueron atacados intensamente por tanques sirios. Tres de los nueve tanques Sherman y siete de los 20 semiorugas quedaron inutilizados por causa del fuego enemigo.

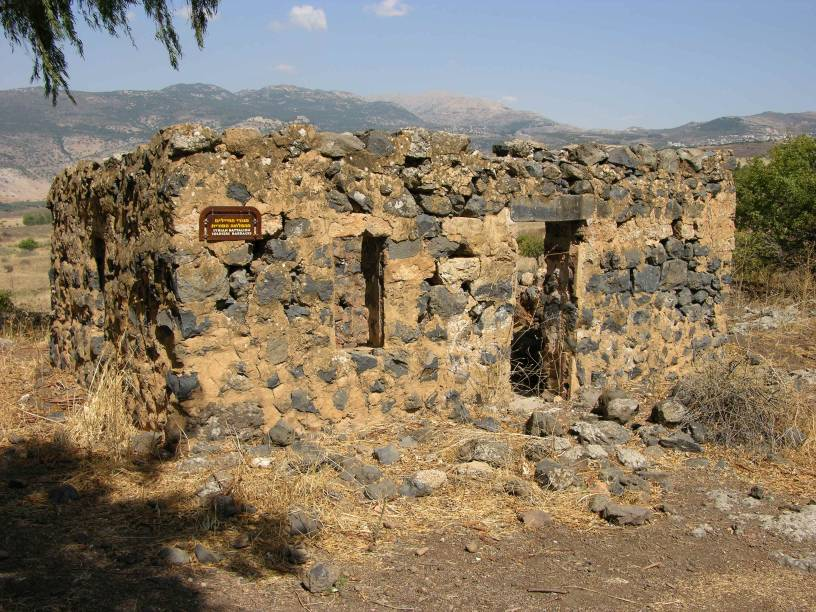
Barracones de los soldados.

El informe interno del ejército sirio mostró fallas en el liderazgo, lo que llevó al caos y la deserción:
Con el enemigo a solo 700 metros de distancia, bajo fuertes bombardeos, el pelotón en la trinchera del frente se preparó para la batalla. El comandante del pelotón envió al soldado Jalil 'Issa al comandante de la compañía para solicitar permiso para ponerse a cubierto, pero 'Issa no pudo encontrarlo. El comandante del pelotón envió a otro mensajero que regresó con el soldado Fajjar Hamdu Karnazi, quien informó sobre la desaparición del comandante de la compañía. Cuando el enemigo alcanzó los 600 metros, el sargento. Muhammad Yusuf Ibrahim disparó un cañón antitanque de 10 pulgadas y derribó el tanque de cabeza. Pero luego él y su comandante de escuadrón fueron muertos. La columna enemiga avanzó. No se pudo encontrar al sargento primero Anwar Barbar, a cargo del segundo cañón de 10 pulgadas. El comandante del pelotón lo buscó pero sin éxito. . . . El soldado Hajj al-Din, que murió pocos minutos después, tomó el arma y disparó solo, derribando dos tanques y obligando a la columna a retirarse. Pero cuando el comandante del pelotón intentó transmitir la información por radio al cuartel general, nadie respondió.

### El primer ataque del pelotón

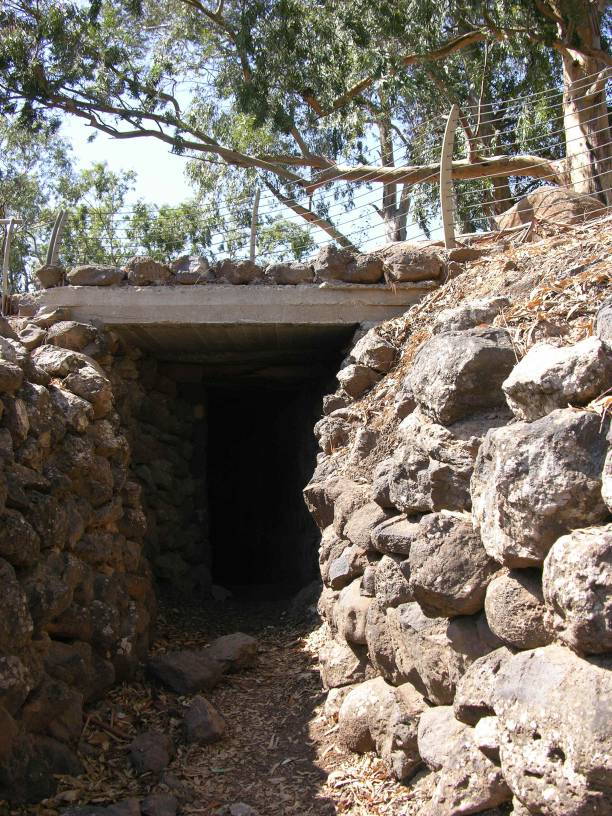
Entrada al búnker

El comandante del batallón y la compañía líder con solo 25 soldados que ahora estaban separados del resto del batallón llegaron al mando de Tel Faher. El comandante del batallón, el teniente coronel Moshe 'Musa' Klein, ordenó a los 25 Golanis, que sobrevivieron al fuego sirio inicial, que atacaran la posición desde dos flancos.
Tanto la parte sur como la norte estaban fuertemente protegidas con búnkeres, trincheras y una doble hilera de alambrado. En el interior esperaba una compañía del 187 Batallón de Infantería sirio con un arsenal de cañones antitanque, ametralladoras y morteros de 82 mm. Su capitán sirio recordó: "Era una de nuestras posiciones más fortificadas. Puso a los israelíes directamente en nuestra mira".

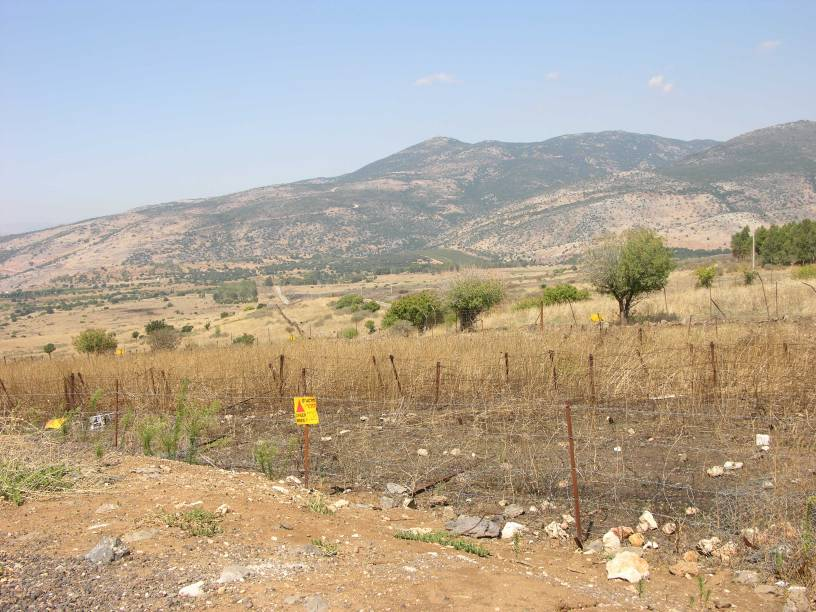
Flanco norte

El comandante sirio de la parte norte ordenó a sus hombres que no dispararan hasta que los israelíes alcanzaran la alambrada para atraparlos en una "zona de muerte" . Solo minutos después, su adjunto informó que "los judíos ya están adentro".

La batalla continuó durante más de tres horas. Del grupo de 11 que luchó en la parte sur sobrevivieron 3 soldados israelíes, y del grupo de 10 del norte sólo sobrevivió el cabo Yitzhak Hamawi.
"Corrimos, Musa (Klein) y yo por las trincheras. Cada vez que aparecía un casco, no sabíamos si era uno de los nuestros o no. De repente frente a nosotros estaba un soldado a quien no pudimos identificar. El comandante del batallón gritó la contraseña y cuando el soldado no respondió, le disparó una ráfaga pero falló. Saltamos de la trinchera, corrimos cinco metros y luego Musa cayó de bruces... asesinado por el soldado sirio al que había fallado. Nuestro operador de radio esperó a que volviera a saltar y luego le disparó".

### La Compañía B toma Burg Babil
Cuando las otras fuerzas supervivientes del batallón llegaron bajo Tel Faher, el oficial de operaciones ordenó a la Compañía B que tomara Burg-Babil, un puesto de pelotón sirio entre Tel Faher y Tel Azaziat. Los sirios no resistieron y la Compañía B regresó para ayudar en los combates en Tel Faher.

### 10 Soldados de la Compañía B Entran al Fuerte Norte
De los 260 soldados israelíes que lucharon en Tel Faher, 34 murieron y 113 resultaron heridos mientras que 62 sirios murieron y 20 fueron hechos prisioneros.

## Secuelas
Las FDI habían logrado la mayoría de sus objetivos de la Operación Martillo incluso con muchas bajas. No penetraron más de 8 millas en territorio sirio, pero establecieron una cabeza de puente de cinco millas de ancho entre Zaura y Qela. Utilizaron la noche del 9 al 10 de junio para reagruparse y reabastecer sus fuerzas.
Al mismo tiempo, el gobierno sirio suplicaba apoyo militar a otros países árabes, pero no recibía ayuda. Siria se dio cuenta de que ahora estaban solos contra las FDI.
Los Altos del Golán habían caído en solo 31 horas.

### Medallas de valor
Los siguientes soldados israelíes fueron condecorados en abril de 1973 con una medalla al valor.
- David Shirazi (a título póstumo)

El soldado David Shirazi formaba parte del equipo de asalto que tuvo que escalar la pendiente amañada de 100 m bajo el intenso fuego de ametralladoras y morteros sirios para llegar a la cerca de alambre de púas. Los cortadores de alambre habrían tardado demasiado. Se tendió sobre el alambre y les dijo a sus camaradas que usaran su cuerpo como puente. Después de que el último pasó, se desenredó y corrió tras ellos hacia la posición siria. Cuando el ametrallador cayó herido, tomó su arma y continuó el ataque hasta morir unos minutos después.
- Moshe Drimmer (a título póstumo)

El soldado Moshe Drimmer pertenecía a un grupo de nueve combatientes que debían despejar el camino de minas para los tanques. A unos cientos de metros de Tel Faher fue objeto de un intenso fuego. Su semioruga fue atacada y estalló en llamas. Sin embargo, giró la ametralladora dentro del vehículo en llamas hacia la posición siria y disparó fuego de cobertura a sus camaradas. Continuó disparando hasta que su vehículo fue alcanzado nuevamente y explotó.
- Natanel Horovitz

El teniente Natanel Horovitz era el comandante de uno de los tres tanques que llegaron a Qela. Su comandante, el teniente coronel Arye Biro, resultó gravemente herido por astillas, pero siguió dirigiendo hasta que se derrumbó y tuvo que ser evacuado. Envió a Natanel Horovitz para tomar la delantera. La compañía de Horovitz corrió a través del puesto de avanzada relativamente débil de Gur el Askar y continuó hacia Na'amush. Allí debería haberse unido a otra compañía para asaltar Na'amush, pero debido a los retrasos, continuó solo. Pasó con éxito la posición de Ukda. De repente se dio cuenta de que estaba asaltando a Sir Adib, lo que había estado tratando de evitar. Pero estaba completamente comprometido y no tenía otra opción que continuar su asalto. El Capitán Yuval Ben-Arzi trató de contactar a Horovitz para decirle que asaltara Qela, pero no pudo alcanzarlo, porque la escotilla fue golpeada y lo hirió en la cabeza. Su sangre había provocado un cortocircuito en el intercomunicador de radio de su casco. El segundo al mando, Mayor Rafael Mokady estaba muerto y varios otros oficiales muertos o heridos, el grupo de combate estaba en un punto de crisis. Sólo el teniente herido Horovitz seguía avanzando. Al final, entró en la fortaleza enemiga con solo otros dos tanques y capturó la posición. Más tarde ascendió a un rango superior en las FDI.
- Shaul Vardi

El sargento Shaul Vardi fue uno de los comandantes de tanques que asaltaron Qela. En el camino a Qela había destruido varias posiciones sirias fortificadas. Pero cuando su tanque fue alcanzado, resultó herido en la cara y no pudo ver por un tiempo. Cuando recuperó la vista, siguió combatiendo. Su tanque fue impactado por segunda vez y esta vez quedó fuera de combate. Armado solo con Uzi SMG y granadas de mano, él y sus hombres continuaron despejando posiciones sirias. Solo después de lograr el objetivo, permitió que lo evacuaran al hospital.

## Actualmente

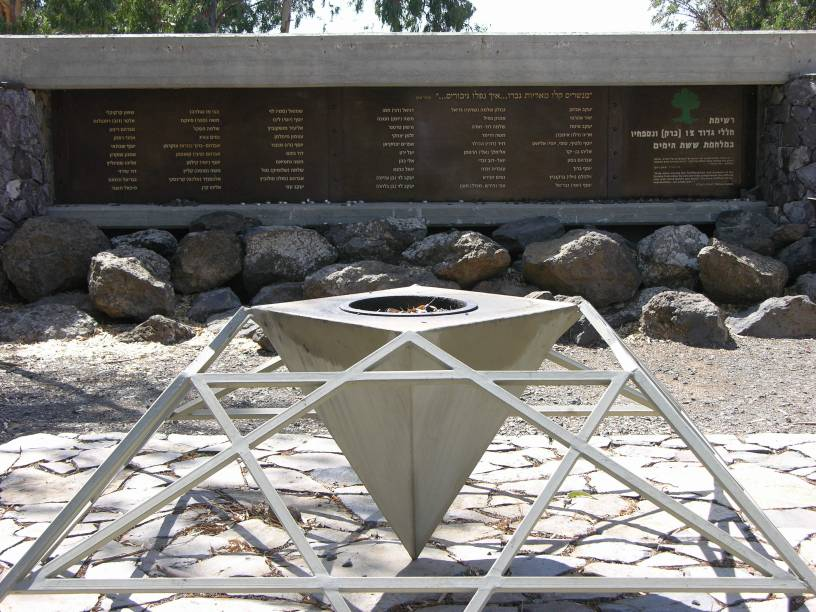
Sitio conmemorativo de las FDI

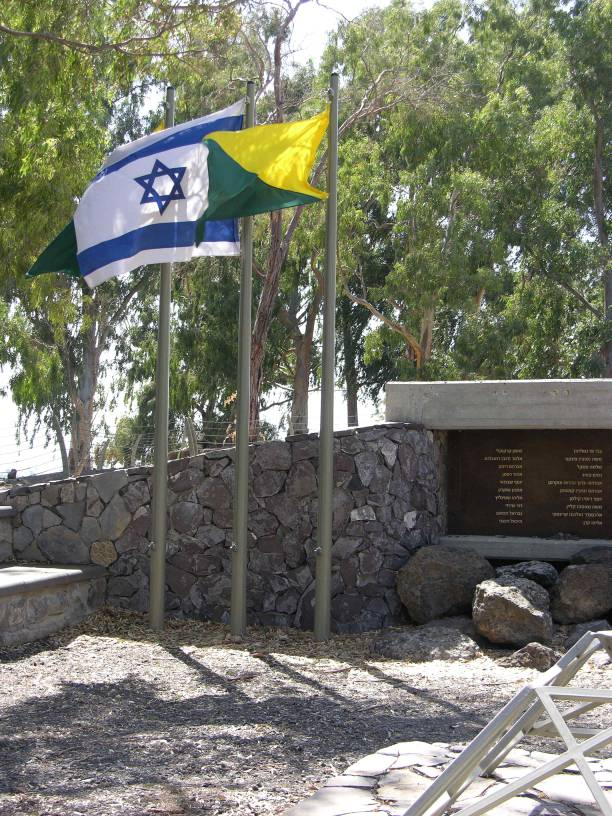
Bandera del Batallón Golani

Muchas de las trincheras y búnkeres de Tel Faher están en las mismas condiciones que estaban en el momento de la captura. Fue la 1.ª Brigada Golani la que capturó la posición central a costa de bajas. El lugar ahora se llama Mitzpe Golani o Golani Lookout.